# Стара мечеть (Едірне)
Стара́ мече́ть (тур. Eski Camii), також відома як Велика мечеть (тур. Ulucami), — османська мечеть початку XV століття в Едірне, Туреччина.

## Опис
Будівництво Старої мечеті в Едірне розпочалося у 1402 році (805 р. хіджри) за наказом Еміра Сулеймана і було завершено за правління його брата, султана Мехмеда I, у 1414 році (816 р. хіджри). Напис-кітабе над її західним порталом вказує ім'я архітектора — Хаджі Алаеддіна з Коньї, та будівельника — Омера бін Ібрагіма. Побудована як п'ятнична мечеть у ринковому районі Едірне, мечеть отримала свою нинішню назву після завершення будівництва нової мечеті Уч-Шерефелі.
Стара мечеть була відновлена султаном Махмудом I у 1753 році (1166–1167 рр. хіджри) після пошкоджень, завданих землетрусом та пожежею кількома роками раніше. Пізніше мечеть реставрували у 1924–1934 роках та у 1965 році після землетрусу 1953 року. Невелике медресе, що колись існувало при мечеті, не збереглося .
Мечеть складається з квадратної молитовної зали, зі стороною 49,5 метрів, перед якою з північного боку розташований п'ятипролітний портик. Молитовна зала поділена на дев'ять рівних частин — три ряди по три — чотирма великими центральними опорами, які підтримують масивні стрілчасті арки, що несуть дев'ять куполів. Центральна частина найпівнічнішого ряду слугує вхідною зоною за головним входом і увінчана ліхтарем над окулюсом її купола. Це місце також позначає перетин поздовжньої (визначеної головним входом та міхрабом) та поперечної (визначеної бічними входами) осей. Куполи вздовж поздовжньої осі підняті на восьмигранних барабанах; перехід до купола, реалізований за допомогою простих парусів на шести інших куполах, тут ускладнений використанням тромпів, мукарнасів та поясу трикутників. Центральна частина портика, аналогічно, виділена куполом та піднятим карнизом серед бічних частин, перекритих хрестовими склепіннями. Мармурова дверна рама з написом про реставрацію 1753 року займає центральну арку. Ряд кранів для обмивання, накритих навісом зовні портика, є сучасним доповненням. Будівля зведена з тесаного каменю, за винятком портика (або його частини), добудованого пізніше з цегли та каменю.
Інтер'єр мечеті прикрашений розписами та великими творами каліграфії, що датуються другою половиною XIX століття. Кам'яні міхраб та мінбар збереглися, незважаючи на пошкодження від пожежі. Міхраб є унікальним завдяки своїй невеликій ніші з мукарнасами, розміщеній всередині основної ніші. Каліграфічне оздоблення також використано на північному фасаді, обабіч мармурової рами порталу з мукарнасами. Перепад рельєфу на західному боці компенсується каскадом сходів, що ведуть до західного порталу, відомого як Кююмджулар Каписи (Портал Ювелірів), прикрашеного червоними та білими клинчастими каменями на його подвійній арці.
Спочатку мечеть мала один мінарет, що здіймався з північно-східного кута молитовної зали, зі сходами, що починалися всередині східного порталу. Вищий мінарет був добудований зовні північно-західного кута Мурадом II під час будівництва мечеті Уч-Шерефелі. Його квадратна основа прикрашена башточками по кутах та нішами на гранях (одна з яких є фонтаном); новий мінарет має окремі сходи для двох своїх балконів (шерефе).

## Галерея

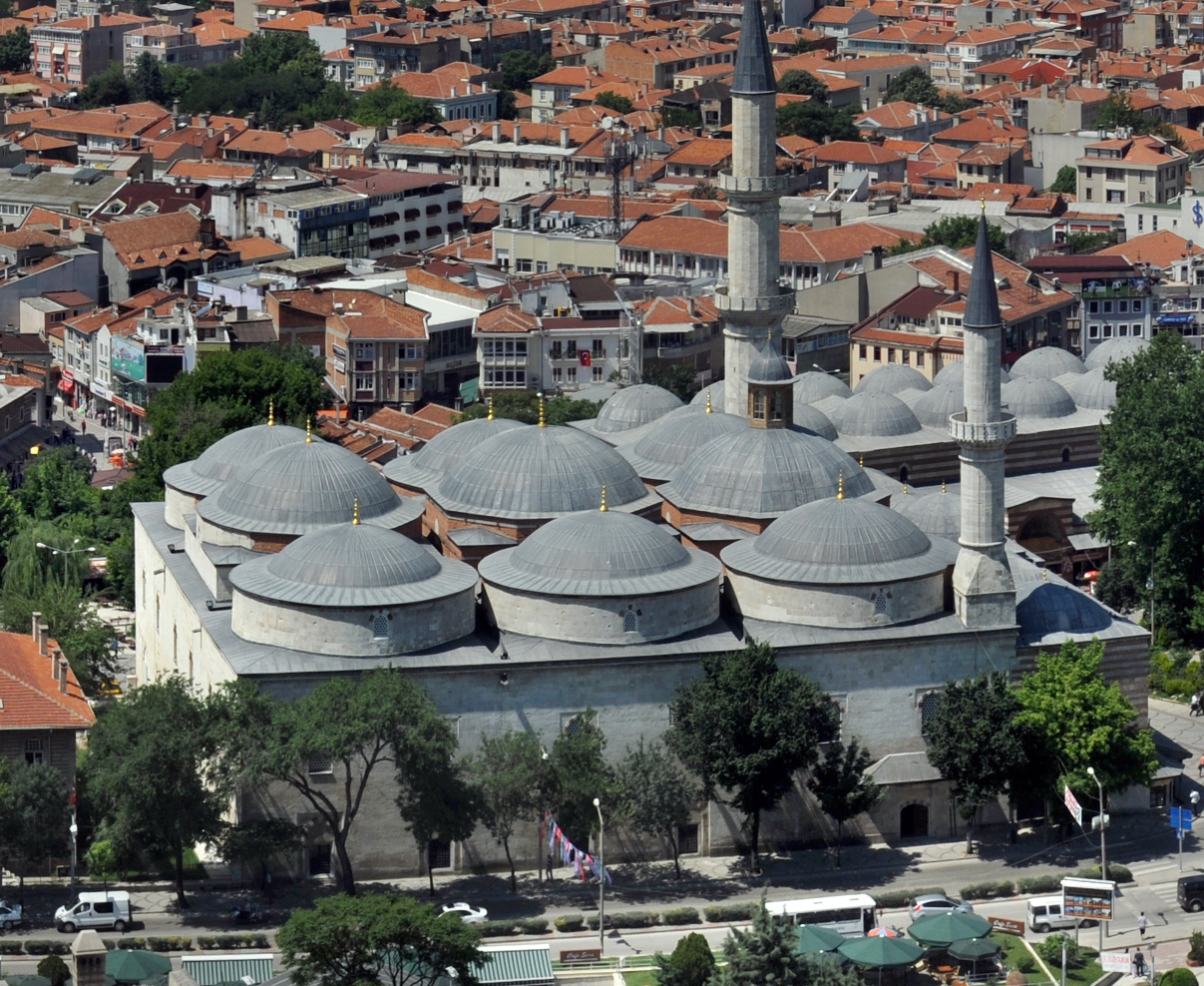
Вид на мечеть з висоти пташиного польоту
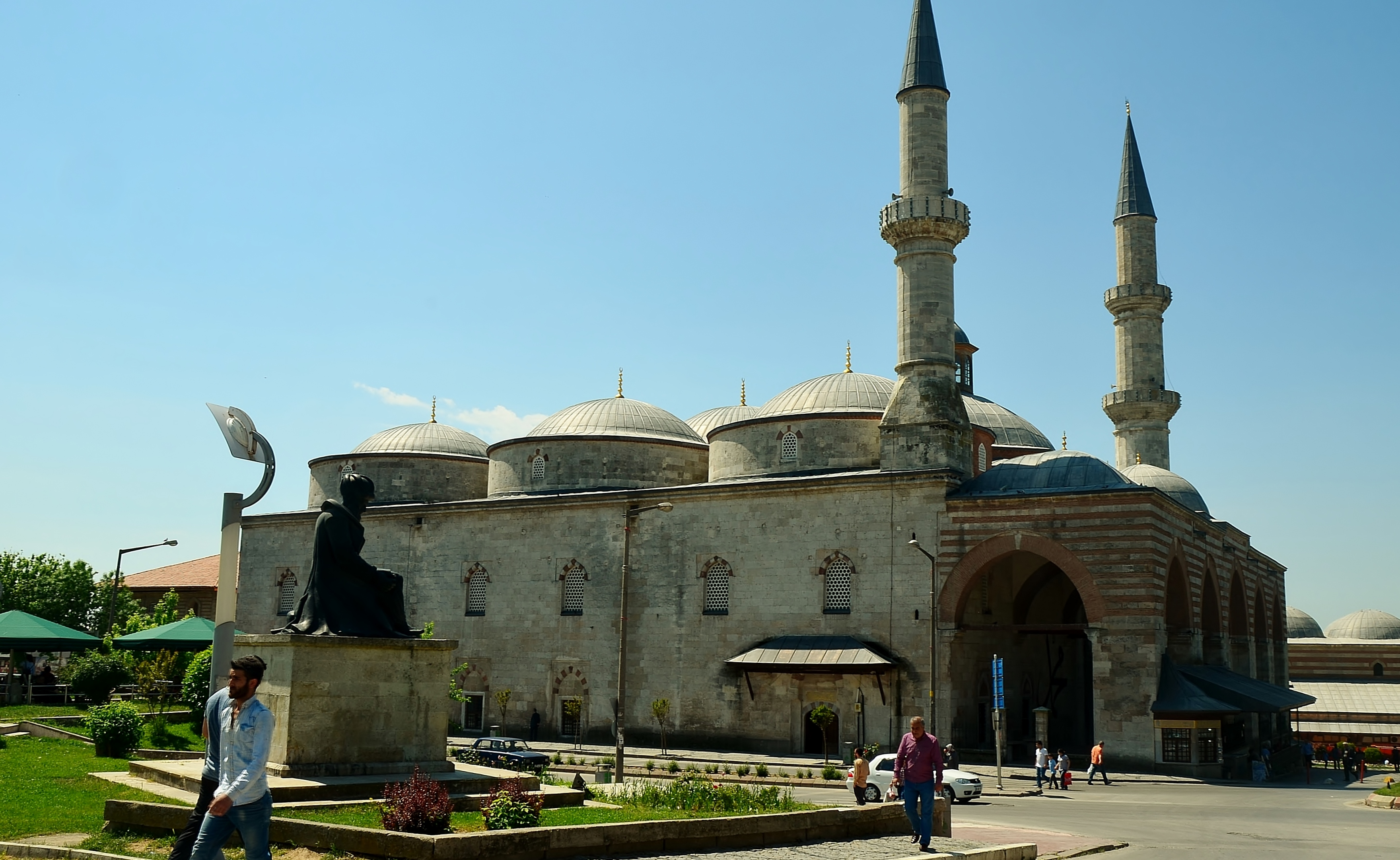
Вид на мечеть збоку, що показує купольну молитовну залу з портиком праворуч
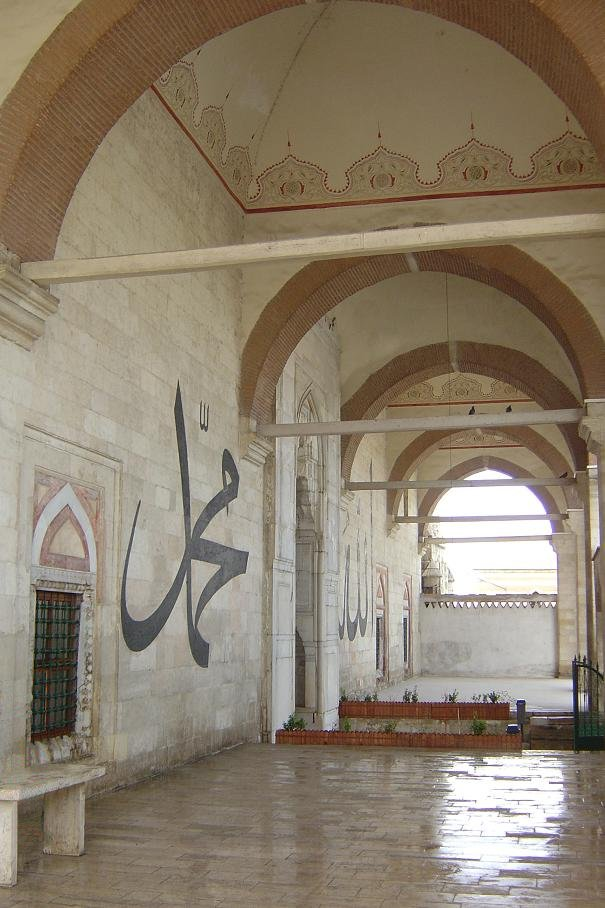
Вид на передній портик з настінною каліграфією слова «Мухаммад»
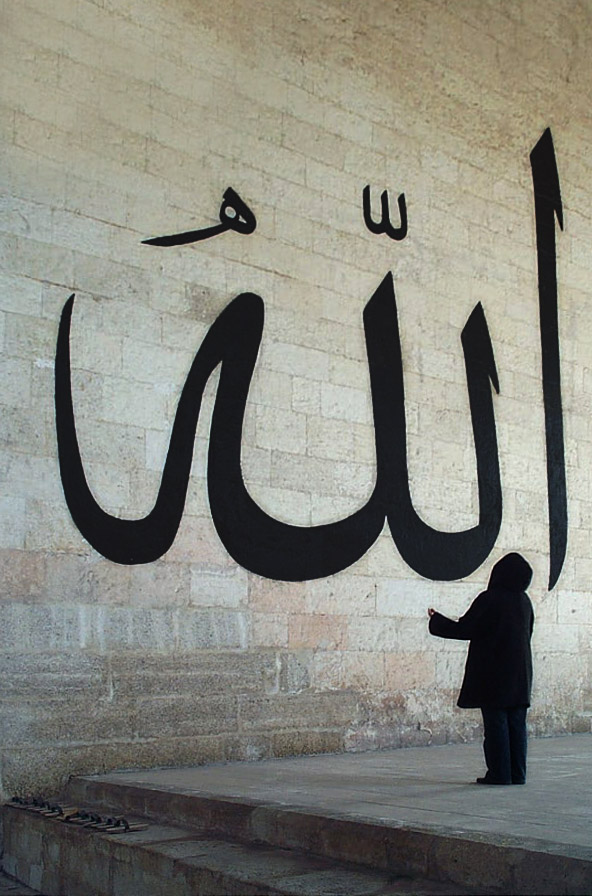
Настінна каліграфія слова «Аллах», передній портик
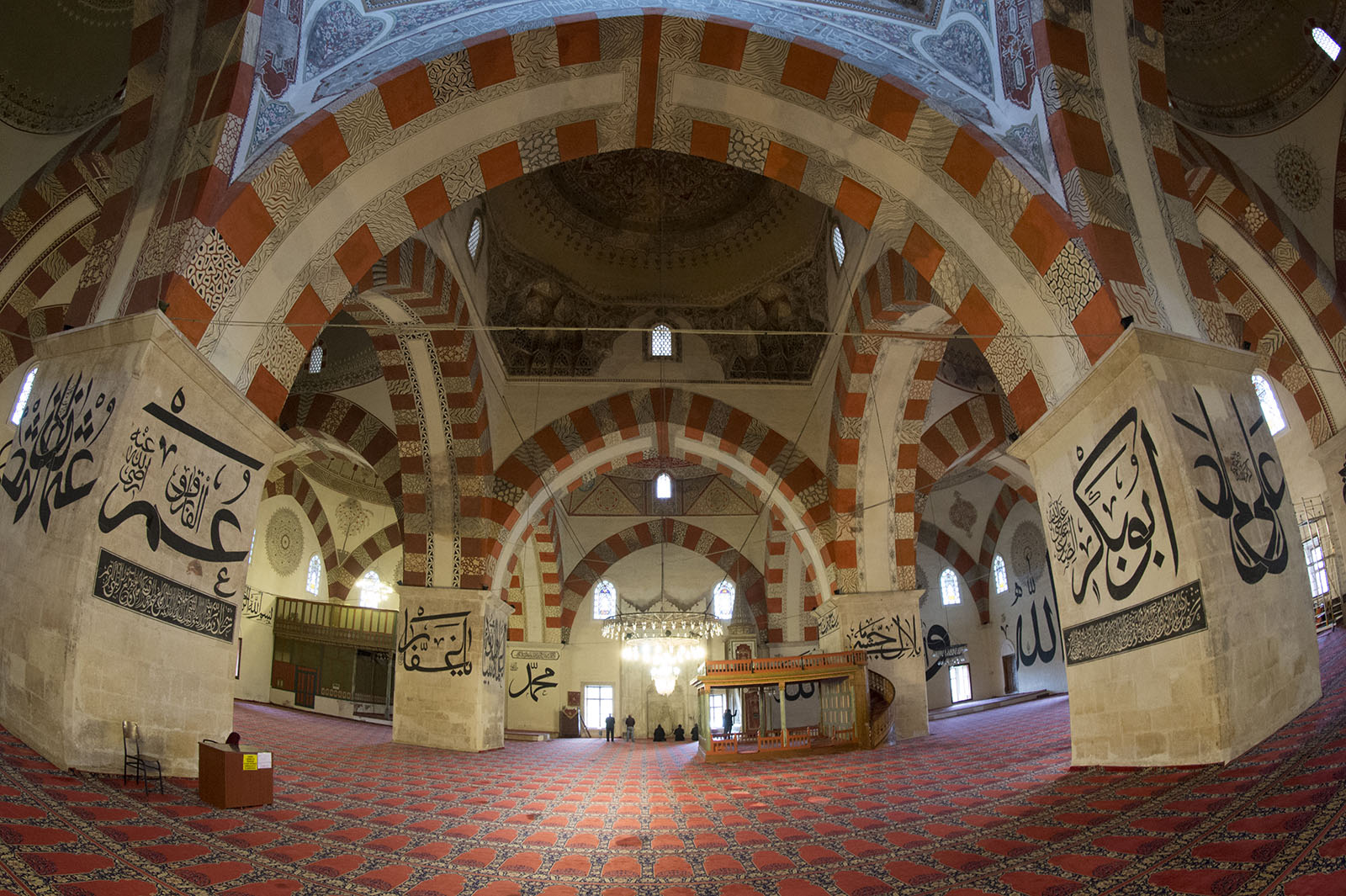
Інтер'єр мечеті, вид від входу до міхрабу
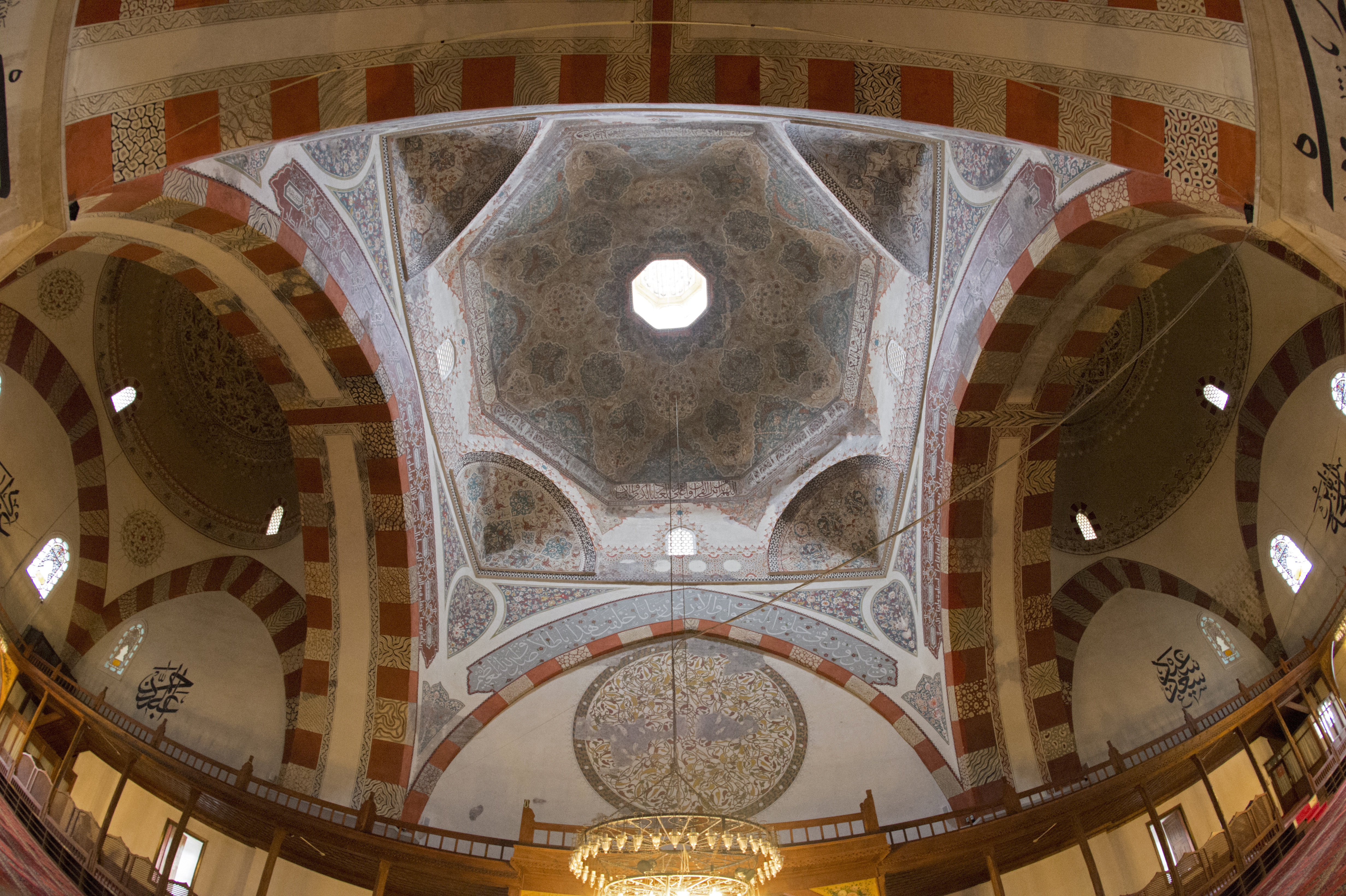
Один із дев'яти куполів мечеті
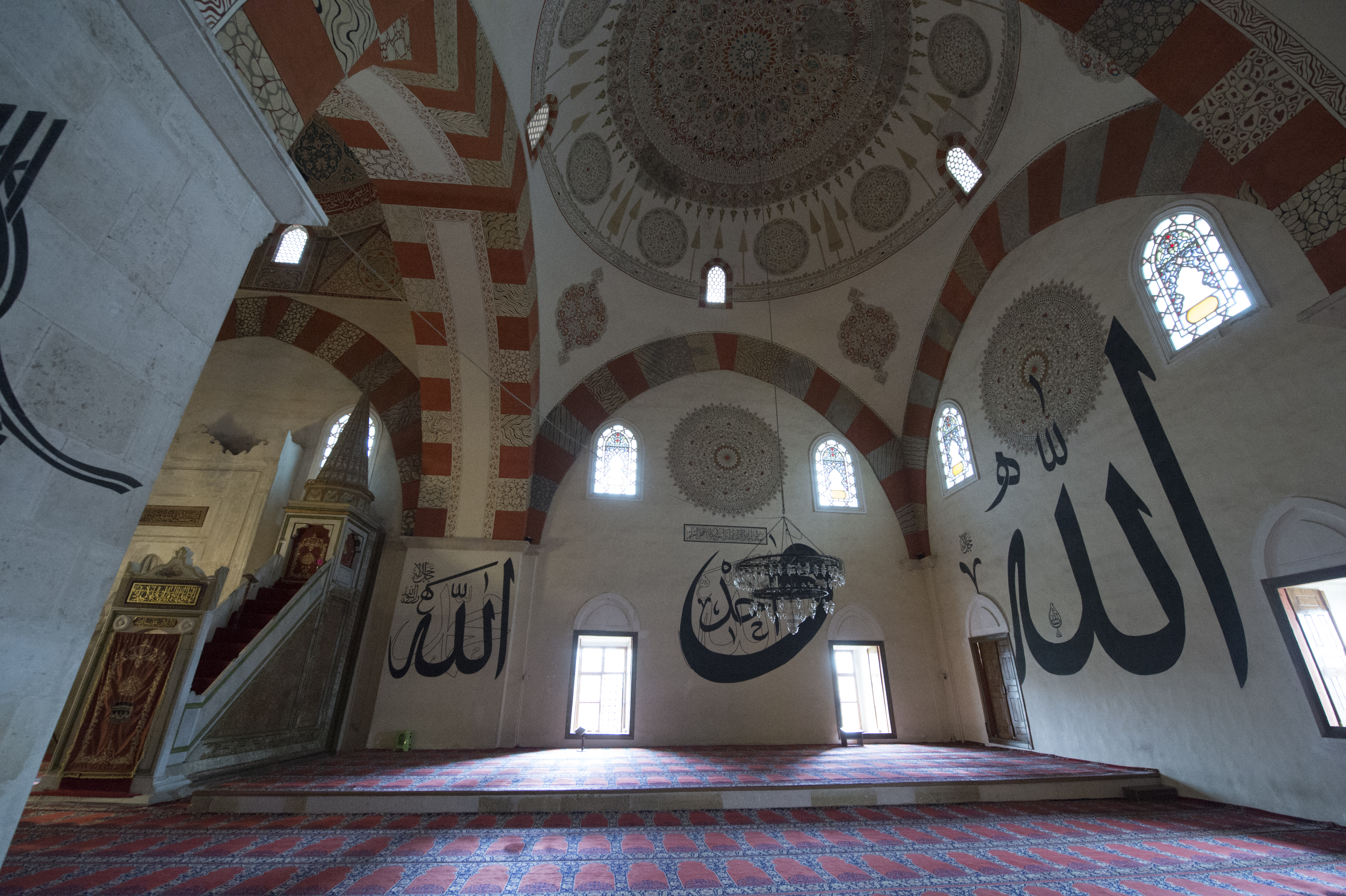
Інтер'єр мечеті (з мінбаром ліворуч)